# Thomas Musgrave Joy
Pour les articles homonymes, voir Joy.
Thomas Musgrave Joy (9 juillet 1812 - 7 avril 1866) est un portraitiste britannique.

## Biographie
Joy est né le 9 juillet 1812 à Boughton Hall à Boughton Monchelsea où son père est l'écuyer. Ses parents, Thomas et Susanah, ne sont pas enthousiastes quant à son choix de carrière, mais il est autorisé à quitter le Kent pour étudier avec Samuel Drummond à Londres. En 1831, il expose à la Royal Academy. Les galeries McManus à Dundee exposent aujourd'hui les tableaux  de Joy de Grace Darling et son père William Darling, qui deviennent des héros victoriens après avoir sauvé des marins du bateau à aubes Forfarshire en détresse. Joy peint également une reconstitution de l'épave pour son mécène Lord Panmure. Celui-ci l'encourage à visiter le continent, payant pour que John Phillip devienne brièvement son élève en 1836.

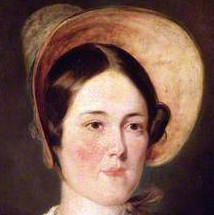
Détail du portrait de Joy de Grace Darling

Joy épouse Eliza Rohde Spratt en 1839 et deux ans plus tard, il reçoit une commission royale qui le reconnait comme un artiste établi. Le couple nouvellement marié vit au 8 Fitzroy Street dans la paroisse londonienne de St Pancras. Il peint les chiens de la reine ainsi que le prince de Galles, le duc de Cambridge et la princesse royale. Ces peintures font partie de la Collection Royale.
Joy est demandé en tant que portraitiste et il peint le général Charles James Napier qui remporte des victoires dans ce qu'on appelle maintenant le Pakistan. Une grande peinture de groupe exposée en 1864 enregistre les personnes les plus importantes à Tattersalls avant une course. On dit le surmenage de Joy le conduit à une bronchite qui entraîne sa mort en 1866. La même année, sa fille aînée de dix-huit ans, Mary Eliza, expose son premier tableau à la Royal Academy.
Joy est décédée à Pimlico au 32 St Georges Square.
Joy a exposé régulièrement tout au long de sa carrière à la Society of British Artists et à la British Institution. Outre les peintures à Dundee, il est également présent dans un certain nombre de collections publiques, dont le Victoria and Albert Museum.[réf. nécessaire]